# Celorico da Beira
Celorico da Beira es una villa portuguesa perteneciente al distrito de Guarda, região Centro (NUTS II) y comunidad intermunicipal de Beiras y Sierra de la Estrella (NUTS III), con cerca de 2600 habitantes.

## Geografía
Es sede de un municipio con 249,93 km² de área y 6584 habitantes (2021), subdividido en 16 freguesias. El municipio está limitado al norte por Trancoso, al nordeste por Pinhel, al sueste por Guarda, al sudoeste por Gouveia y al oeste por Fornos de Algodres.

### Freguesias
Las freguesias de Celorico da Beira son las siguientes:
- Açores e Velosa
- Baraçal
- Carrapichana
- Casas do Soeiro
- Celorico (São Pedro e Santa Maria) e Vila Boa do Mondego
- Cortiçô da Serra, Vide Entre Vinhas e Salgueirais
- Forno Telheiro
- Lajeosa do Mondego
- Linhares
- Maçal do Chão
- Mesquitela
- Minhocal
- Prados
- Rapa e Cadafaz
- Ratoeira
- Vale de Azares

## Patrimonio

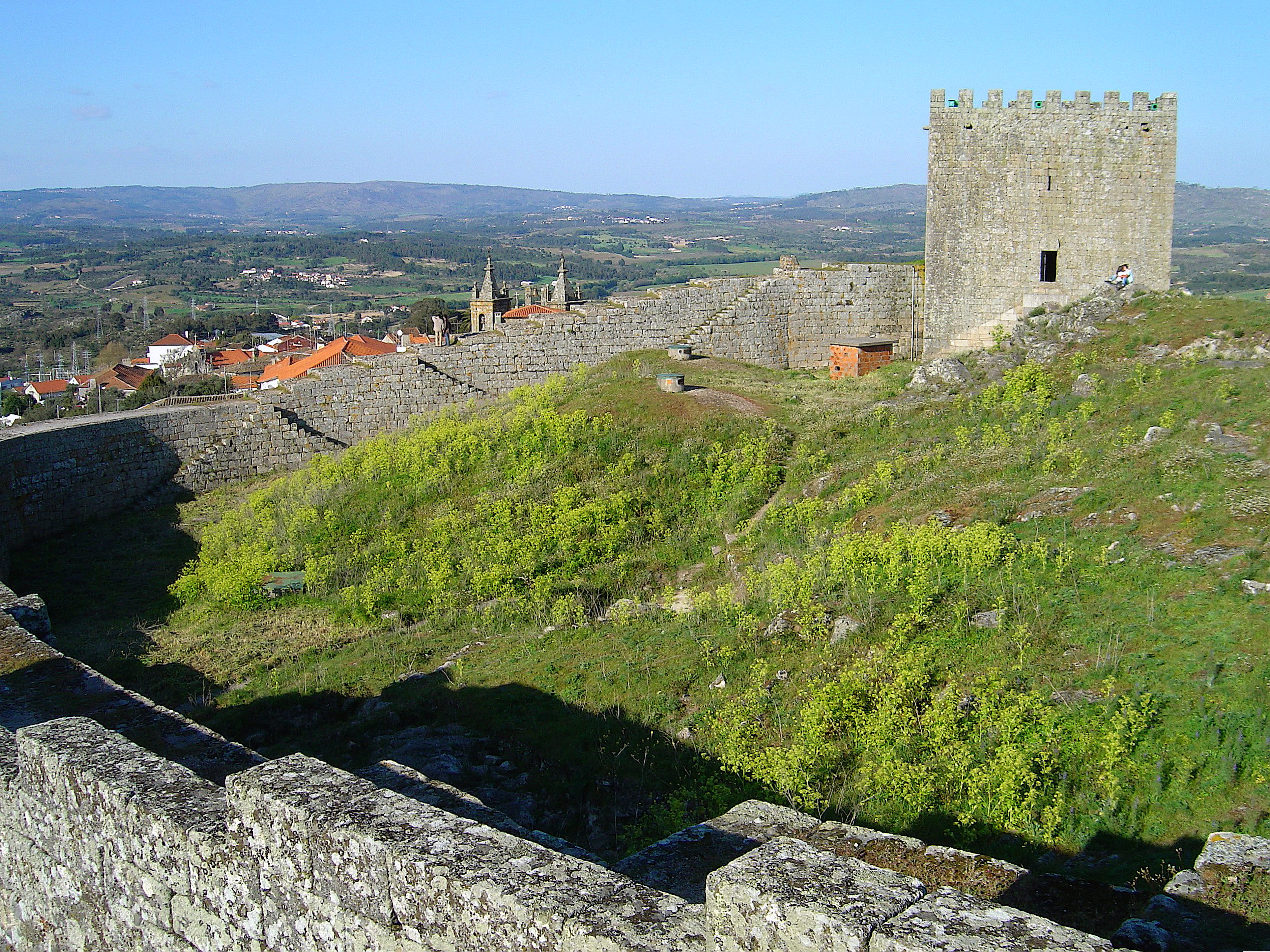
Castelo de Celorico da Beira.

- Castelo de Celorico da Beira

## Demografía
| Gráfica de evolución demográfica de Celorico da Beira entre 1801 y 2021 |
|                                                                         |
| Datos según el nomenclátor publicado por el INE portugués.              |